# Provincia di Ninh Bình
Ninh Bình (vietnamita: Ninh Bình) è una provincia del Vietnam, della regione del Delta del fiume Rosso. Il suo nome deriva dal sino-vietnamita (Hán Tự: 寧平).
Questa provincia occupa una superficie di 1388,7 km² e ha una popolazione di 982.487 abitanti. La capitale provinciale è Hoa Lư, e la provincia è divisa in 6 distretti:
- Gia Viễn
- Kim Sơn
- Nho Quan
- Yên Khánh
- Yên Mô

## Galleria d'immagini

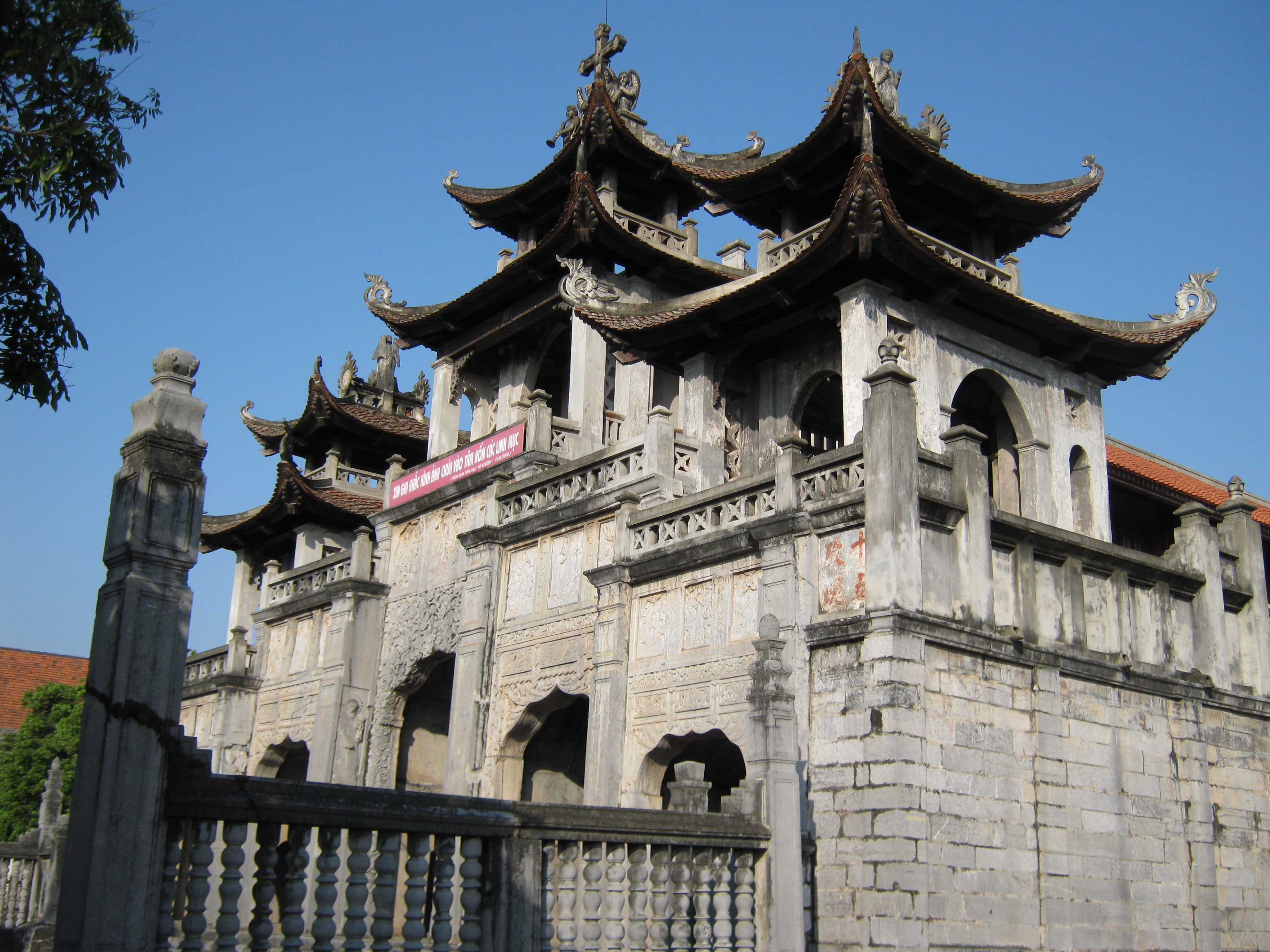
Phát Diêm-Ninh Binh
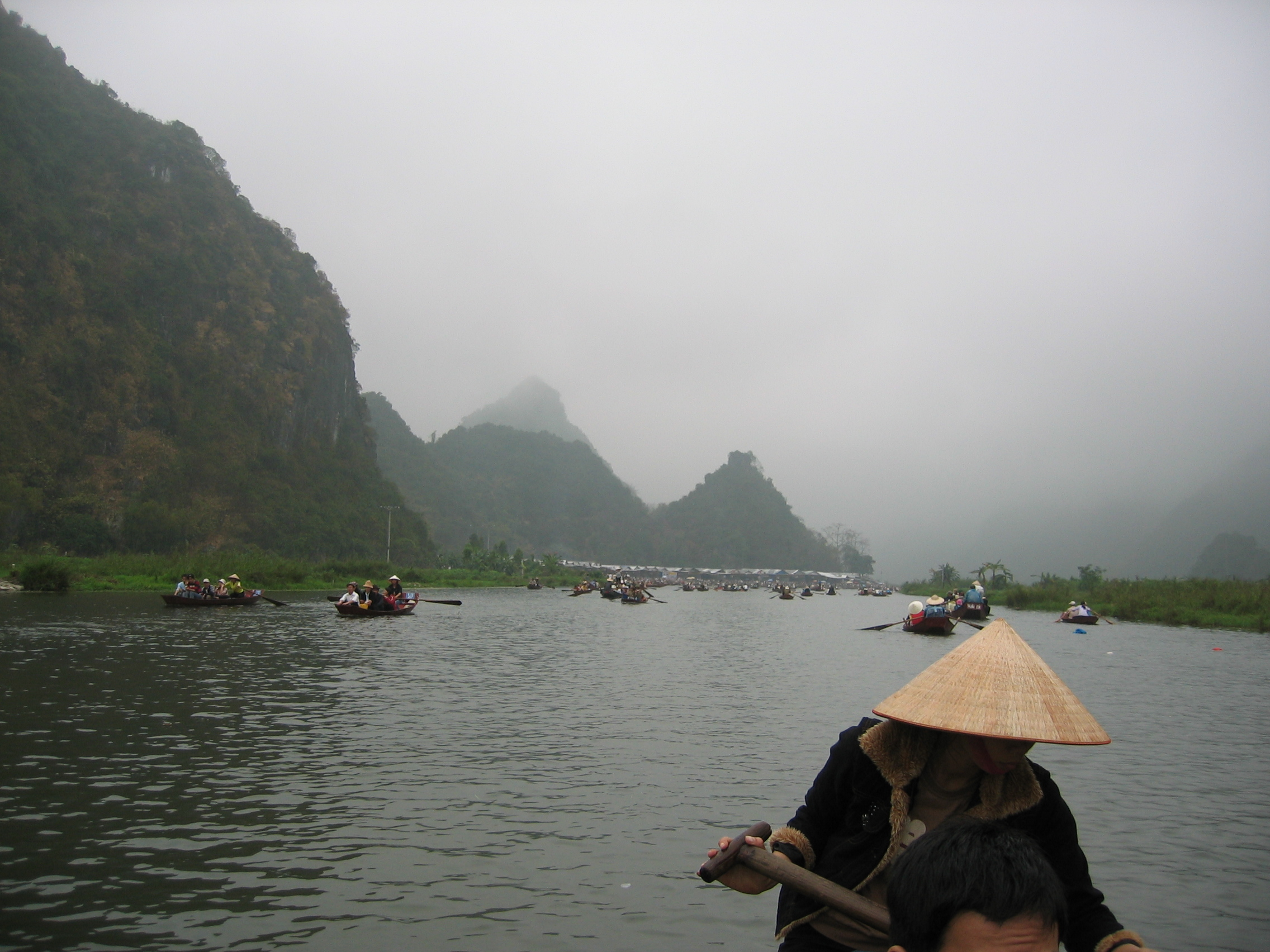
Tre grotte-Ninh Binh
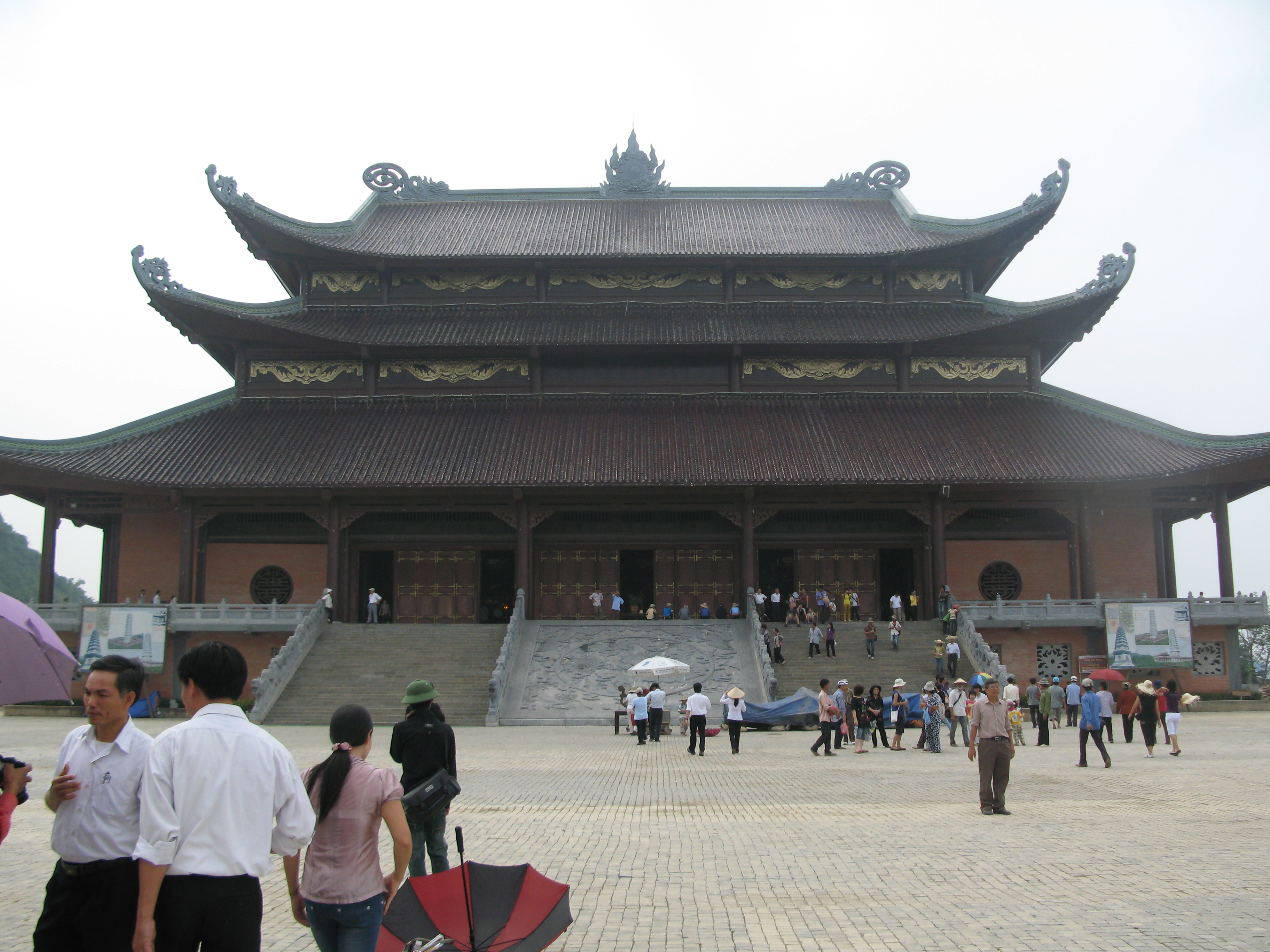
Bái Đính -Ninh Binh
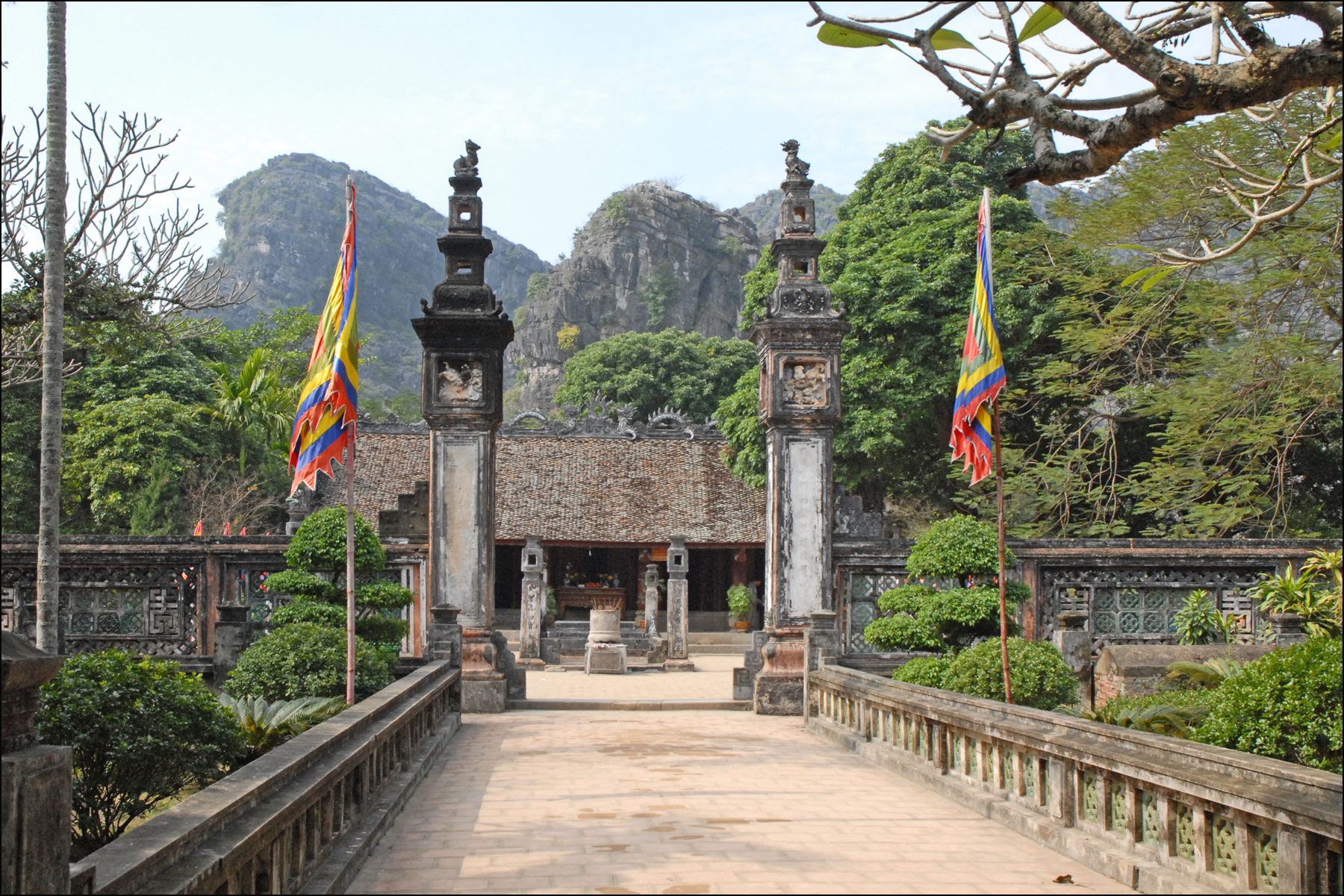
Hoa Lư
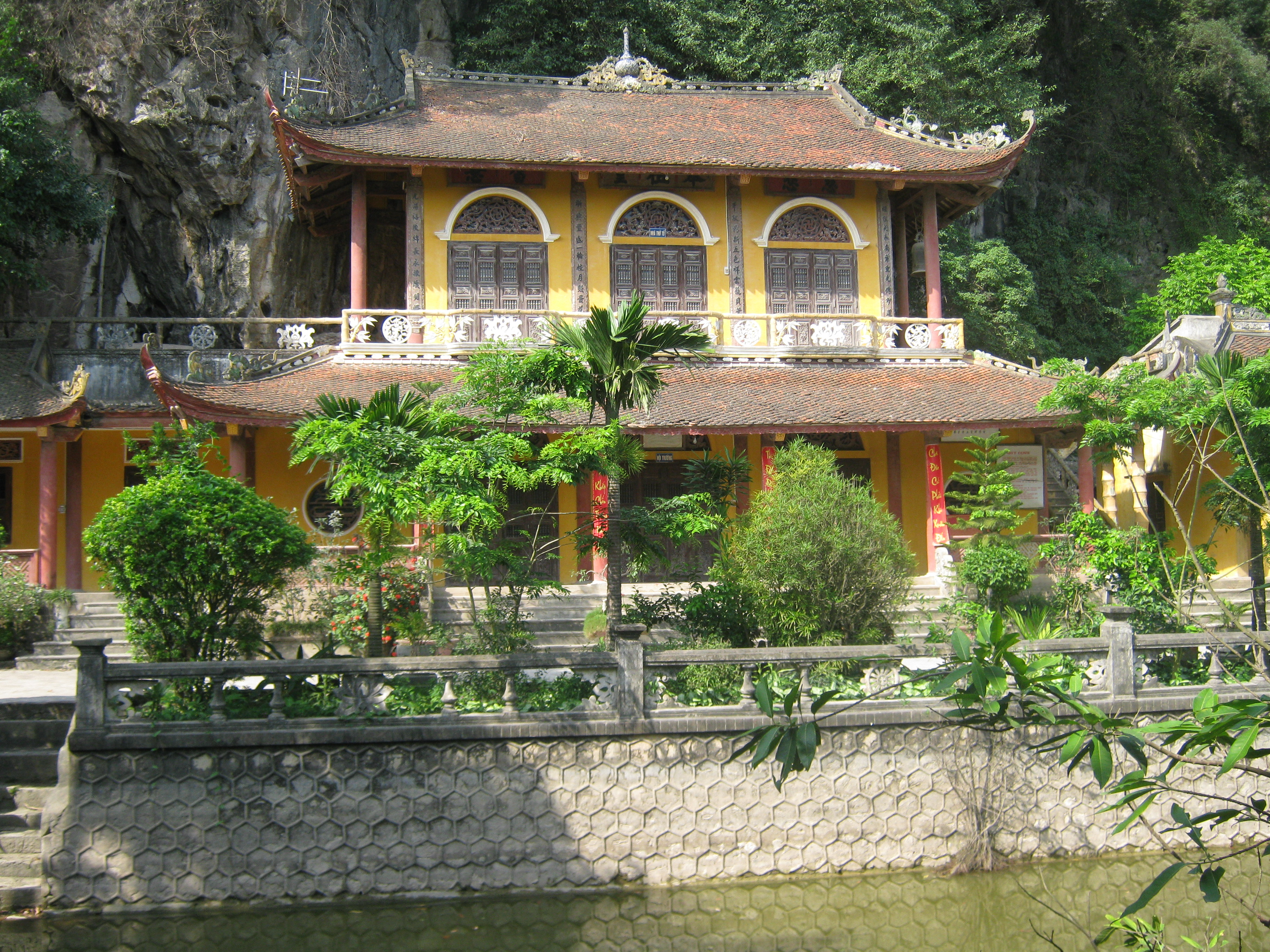
Dinh Long-Ninh Binh
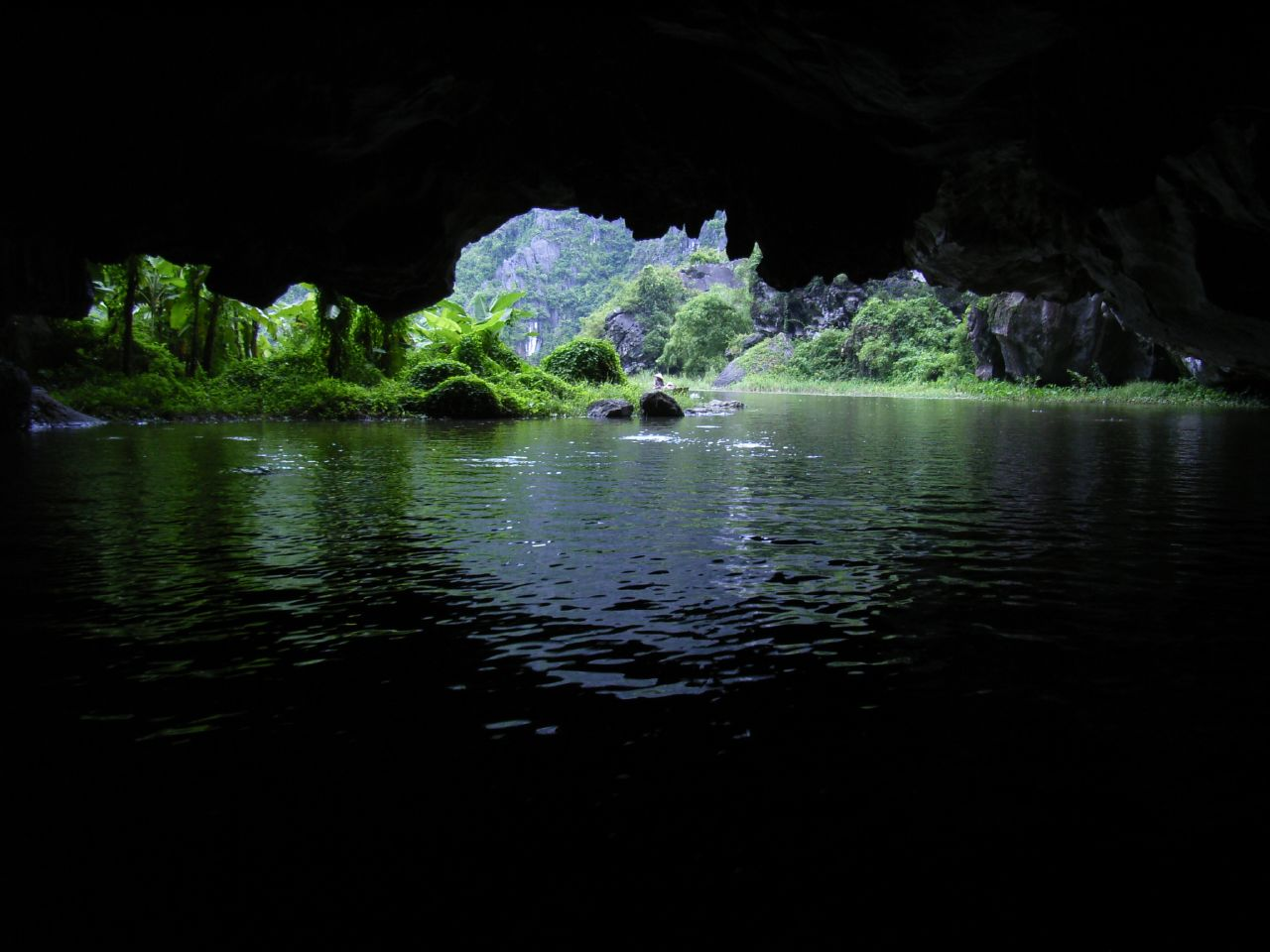
Tam Coc - Bich Dong